# Me alegraría de otra muerte
Me alegraría de otra muerte (en inglés: No Longer at Ease, literalmente: Ya no estoy a gusto) es una novela escrita en 1960 por el nigeriano Chinua Achebe. Narra la historia de un poblador igbo llamado Obi Okonkwo, quién abandona su aldea para recibir una educación británica y trabajar como funcionario civil colonial nigeriano, pero lucha para adaptarse al estilo de vida occidental, y termina recibiendo un soborno. Es su segunda novela en ser publicada, la cual es considerada como parte de la apodada "trilogía africana", junto con su predecesora Todo se desmorona y su sucesora llamada Flecha de Dios. La primera obra cuenta la historia del abuelo de Obi Okonkwo, quien se resiste contra los cambios traídos por los británicos.

## Título de la novela
Tanto el título original del libro como su título en español provienen de las últimas líneas de un poema escrito por T. S. Eliot, llamado El viaje de los Magos:

Volvimos a nuestro hogar, estos Reinos,
Pero no se siente estar cómodo aquí,
Con un pueblo ajeno aferrandóse a sus dioses.
Me alegraría de otra muerte.

## Resumen
La novela comienza en un juicio en contra de Obi Okonkwo, por haber cometido el delito de soborno. Tras ello, se da un salto temporal hacia el pasado, antes de que llegase a Inglaterra, y el camino hacia delante, para describir como el protagonista terminó siendo sometido a juicio.
La Unión Progresista de Umuofia (UPU), conformada por hombres pertenecientes a la etnia igbo que han dejado sus aldeas para irse a vivir a las principales ciudades nigerianas, han recaudado los fondos suficientes para enviar a Obi hacia Inglaterra para que estudiara leyes, con la esperanza de que vuelva a su pueblo controlado por la sociedad colonial británica. Pero una vez allí, Obi decide estudiar inglés y conoce Clara por primera vez durante un baile.
Obi regresa a Nigeria tras cuatro años de estudios, y toma residencia en la ciudad portuaria de Lagos, junto con su amigo Joseph. Encuentra trabajo con la Comisión de Becas y casi de manera inmediata se le ofrece un soborno, por parte de un hombre que intenta otorgarle una beca a su hermana. Cuándo Obi rechaza indignado la oferta, es visitado por aquella joven, quién intenta sobornarlo con favores sexuales a cambio de esa beca, pero nuevamente, Obi rechaza la oferta.
Al mismo tiempo, Obi está desarrollando una relación romántica con Clara Okeke, una mujer nigeriana quién finalmente revela que es un osu (casta nigeriana que revela que ella es descendiente un paria), por lo que Obi no se puede casarse por los métodos tradicionales del pueblo igbo. Aun así, intenta casarse con Clara, pero incluso su padre cristiano se opone a la boda, aunque a regañadientes debido a su costumbre de progresar y evitar las costumbres "paganas" de la Nigeria precolonial. Su madre le suplica en su lecho de su muerte, que no se case con Clara hasta que ella falleciera, amenazando a Obi que se iba a suicidar si este desobedeciera la orden. Cuándo Obi le informa a Clara sobre los acontecimientos, Clara rompe el compromiso y insinúa que está embarazada. Obi prepara un aborto, el cual Clara acepta de mala gana, pero comienza a sufrir complicaciones y posteriormente se niega a ver a Obi.
Mientras ocurre todo esto, Obi se hunde en graves problemas financieros, en parte debido a su mala planificación en su final, por su necesidad por sus deudas al UPU por su educación y la de sus hermanos, y por haber pagado aquel aborto ilegal.
Tras enterarse de la muerte de su madre, Obi cae en una profunda depresión y no va a su casa para el funeral, porque cree que sería mejor ahorrar el dinero que iba a usar para ir allás, y usarlo para costear el funeral y aportar dinero desde su hogar. Cuándo se recupera, comienza a aceptar sobornos como un reticiente reconocimiento, que es el camino hacia su mundo
La novela termina cuando Obi acepta un soborno y jura que será la última vez que hará esto, sólo para enterarse de que el soborno era parte de una operación. Es arrestado, y trasaladado a los eventos que dieron inicio a la historia.

## Temas
Gran parte de los temas abarcados en esta novela, ya se han visto en su obra predecesora de Achebe llamada ''Todo se desmorona''. En este caso, el enfrentamiento entre la cultura europea y la cultura tradicional ha se ha arraigado durante un largo período en el dominio colonial. Obi combate para equilibrar las demandas de su familia y su pueblo bajo apoyo financiero, mientras que al mismo tiempo se mantiene al día con las costumbres materialistas de la cultura occidental.
Además, Achebe describe una continuidad familiar entre Ogbuefi Okonkwo de ''Todo se desmorona'', junto a su nieto Obi en ''Me alegraría de otra muerte''. Ambos hombres son confrontacionales, hablan solos, y tienen tendencias autodestructivas. Sin embargo, este rasgo agresivo se manifiesta de diferentes maneras. Mientras su abuelo era un hombre de acción y violencia, Obi es un hombre de palabras y pensamientos que evitan la acción.

## Recepción
La novela ha obtenido críticas generalmente positivas. Mercedes Mackay de la Royal African Society notó que "Esta segunda novela de Chinua Achebe es mejor que su predecesora y pone a este nigeriano a la vanguardia de los escritores occidentales." Arthur Lerner de Universidad de Los Ángeles escribió que "La segunda novela de este joven autor nigeriano continúa la promesa de su obra predecesora." La novela fue ampliamente elogiada por sus representaciones realistas y vívas de la ciudad de Lagos, durante los años sesenta. Sin embargo, algunos críticos sentían que Achene se enfocaba más en los escenarios en donde ocurría la historia, que hacia un desarrollo más profundo en sus personajes. Ben Mkapa del Instituto W.E.B. Dubois escribió, "Achebe tiene una amplia visión sobre el mundo que está escribiendo, pero desafortunadamente esta amplitud se manifiesta a expensas de una mayor profundización en sus personajes. Clara, quién es clave en el desilusionamiento final de Obi, pero retrada de manera imperfecta; la mayoría de los otros personajes son únicamente nominales. Sus personajes son más representativos que reales."